# Dawn-Lyen Gardner
 (juillet 2017).
Si vous disposez d'ouvrages ou d'articles de référence ou si vous connaissez des sites web de qualité traitant du thème abordé ici, merci de compléter l'article en donnant les références utiles à sa vérifiabilité et en les liant à la section « Notes et références ».
Dawn-Lyen Gardner, née le 30 août 1980 à Los Angeles, est une actrice américaine.
Elle est surtout connue pour son rôle de Charley Bordelon West dans la série Queen Sugar sur la chaîne OWN.

## Biographie
Dawn Lyen Gardner est une métisse ou comme elle le dit elle-même Biracial. En effet elle est le métissage d'un père dominicain et d'une mère chinoise.
À 18 ans, elle est diplômée de la Juilliard School. Elle est apparue à la télévision dès son plus jeune âge dans des séries comme Viper ou ER en 1994.
C'est en 2016 qu'elle obtient son premier vrai rôle, celui de Charley Bordelon West dans Queen Sugar.
Elle a été nommée en 2017 au Black Reel Award for Television dans la catégorie « meilleure actrice dans une série dramatique » pour son rôle de Charley dans Queen Sugar.

### Vie privée
Deux semaines avant la fin du tournage de la saison 1, son petit ami la demande en mariage sur le tournage de Queen Sugar en Louisiane dans une campagne. En septembre 2017, à l'émission The Real daytime, elle annonce qu'elle est donc fiancée et va se marier.
Rutina Wesley sa co-star est une de ses meilleures amies. Ils étaient ensemble à l'université et s'était perdu de vue pendant des années. Elles se sont retrouvées au casting de Queen Sugar.

## Filmographie
- 2011 : Castle (S04 E07) : Simone Jenkins
- 2016- : Queen Sugar : Charley Bordelon West (depuis la saison 1 - en cours)